# Hurdycja

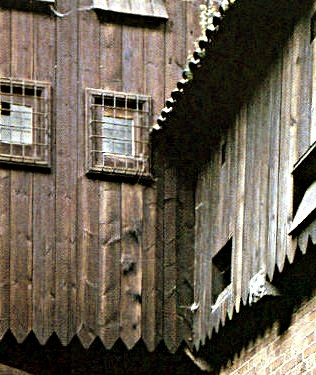
Hurdycja na zamku w Malborku

Hurdycja – drewniany ganek w średniowiecznym budownictwie obronnym, znajdujący się w górnej części murów obronnych.
Hurdycja wystawała przed lico zewnętrzne muru i dawała osłonę obrońcom. Była zaopatrzona w otwory strzelnicze w czołowej ścianie i otwory w podłodze, przez które można było lać np. gorącą smołę czy wodę na szturmujących zamek wrogów lub razić ich kamieniami lub innymi pociskami. W XIV wieku zostały zastąpione przez murowane machikuły.